# Hamit Arslan
Hamit Arslan (* 1894 im Osmanischen Reich; † 20. Jahrhundert) war ein türkischer Fußballspieler und osmanischer Offizier. Durch seine langjährige Tätigkeit für Altay Izmir wird er sehr stark mit diesem Verein assoziiert und von Vereins- und Fanseiten als eine der wichtigsten Persönlichkeiten der Vereinsgeschichte angesehen. Zudem war er der erste türkische Nationalspieler der Stadt Izmir im Allgemeinen und Altays im Speziellen. Für diesen Verein war er lange Jahre als Mannschaftskapitän tätig.

## Armeekarriere
Nach dem Eintritt des Osmanischen Reiches in den Ersten Weltkrieg wurde Arslan zum Kriegsdienst eingezogen. Er geriet in britische Kriegsgefangenschaft und durfte erst nach Kriegsende in seine Heimat zurückkehren.
Da das Osmanische Reich zu den Verlierermächten gehörte, wurde mit dem Ende des Ersten Weltkrieges dessen Hauptstadt Istanbul von Truppen der Briten, Franzosen und Italiener besetzt. Infolge der Kriegssituation, der anschließenden Besetzung Istanbuls und der Besetzung des westlichen Kleinasiens durch das Königreich Griechenland flohen immer mehr Offiziere nach Anatolien und schlossen sich dem von Mustafa Kemal Atatürk geführten Türkischen Befreiungskriegs an, u. a. auch Hamit Arslan. Arslan, der während dieses Befreiungskrieges überwiegend Fahrettin Altay unterstellt war, soll sich in diesem Krieg durch große Heldentaten bewährt haben. Als Teğmen (dt. Leutnant) gehörte er den türkischen Truppen an die unter der Führung Atatürks am 9. September 1922 die Befreiung Izmirs von der griechischen Besatzung durchführten.

## Spielerkarriere

### Verein
Die Anfänge von Arslans Fußballspielerkarriere sind nahezu undokumentiert. Nach der Rückeroberung Izmirs im Zuge des Türkischen Befreiungskrieges spielte er für Altay Izmir. Mit diesem Verein nahm er an der İzmir Futbol Ligi (dt. Fußballliga Izmir) teil, der regionalen Fußballliga der westtürkischen Hafenstadt Izmir. Da damals in der Türkei keine landesübergreifende Profiliga bestand, existierten stattdessen in den Ballungszentren wie Istanbul, Ankara und Izmir regionale Ligen, von denen die İstanbul Futbol Ligi (auch İstanbul Ligi genannt, dt. Istanbuler Fußballliga) als die renommierteste galt, bzw. wurden allmählich neugegründet. Mit seinem Verein konnte er die ersten beiden Meisterschaften der  1924 eingeführten Izmir-Liga, die der Spielzeiten 1923/24 und 1924/25, erringen.
Es ist nicht bekannt, wie lange Arslan für Altay spielte.

### Nationalmannschaft
Arslan begann seine Nationalmannschaftskarriere 1924 mit einem Einsatz für die türkische Nationalmannschaft im Testspiel gegen die Finnische Nationalmannschaft. Mit diesem Einsatz ging er als erste türkische Nationalspieler der Stadt Izmir und seines Vereins Altay in die Geschichte ein. Bis zum Mai 1925 absolvierte er vier weitere Länderspiele.
Zudem nahm Arslan mit der Türkischen Auswahl an den Olympischen Sommerspielen 1924 teil, blieb aber während dieses Turniers ohne Einsatz.

## Erfolge
Mit Altay Izmir
- Meister der İzmir Futbol Ligi: 1923/24, 1924/25

Mit der Türkischen Nationalmannschaft
- Teilnahme an den Olympischen Sommerspielen: 1924 (Ohne Einsatz)